# Dromaius novaehollandiae minor
Dromaius novaehollandiae minor é uma subespécie extinta de emu que era endêmica da ilha King, localizada no estreito de Bass entre a Austrália continental e a Tasmânia. Seu "primo" mais próximo é a também extinta subespécie de emu da Tasmânia (D. n. diemenensis), pois eles pertenciam a uma única população até menos de 14 mil anos atrás, quando as duas ilhas ainda estavam conectadas. O pequeno tamanho do emu da ilha King pode ser um exemplo de nanismo insular. A ave era o menor de todos os emus conhecidos e possuía plumagem mais escura que o emu do continente. Era preto e marrom e tinha pele nua de cor azul no pescoço; seus filhotes eram listrados como os do continente. A subespécie era distinta do igualmente diminuto emu da ilha dos Cangurus (D. n. baudinianus) em vários detalhes osteológicos, incluindo o tamanho. O comportamento do D. n. minor provavelmente não diferiu muito do comportamento do emu do continente. As aves se reuniam em bandos para forragear e durante o período de reprodução. Alimentavam-se de frutas, grama e algas marinhas. Corriam rapidamente e se defendiam com chutes. O ninho era raso e feito com folhas mortas e musgo. Eram postos de sete a nove ovos, os quais eram incubados por ambos os pais.
Os europeus descobriram o emu da ilha King em 1802 durante as primeiras expedições à ilha, e a maior parte do que se sabe sobre a ave na vida vem de uma entrevista que o naturalista francês François Péron conduziu com um caçador de focas local, além de representações do artista Charles Alexandre Lesueur. Eles chegaram à ilha King em 1802 com a expedição de Nicolas Baudin, e em 1804 vários emus vivos e empalhados das ilhas King e dos Cangurus foram enviados para a França. Os dois espécimes vivos da ilha King foram mantidos no Jardim das Plantas de Paris, e os restos desses e de outras aves estão espalhados por vários museus da Europa hoje. Os diários de bordo da expedição não especificaram a ilha de origem de cada ave capturada, ou mesmo se eram taxonomicamente distintas; portanto, seu status permaneceu obscuro até mais de um século depois. A pressão de caça e os incêndios iniciados pelos primeiros colonos na ilha King provavelmente levaram a população selvagem à extinção em 1805. Os espécimes em cativeiro em Paris morreram em 1822 e acredita-se que tenham sido os últimos da subespécie.

## Taxonomia

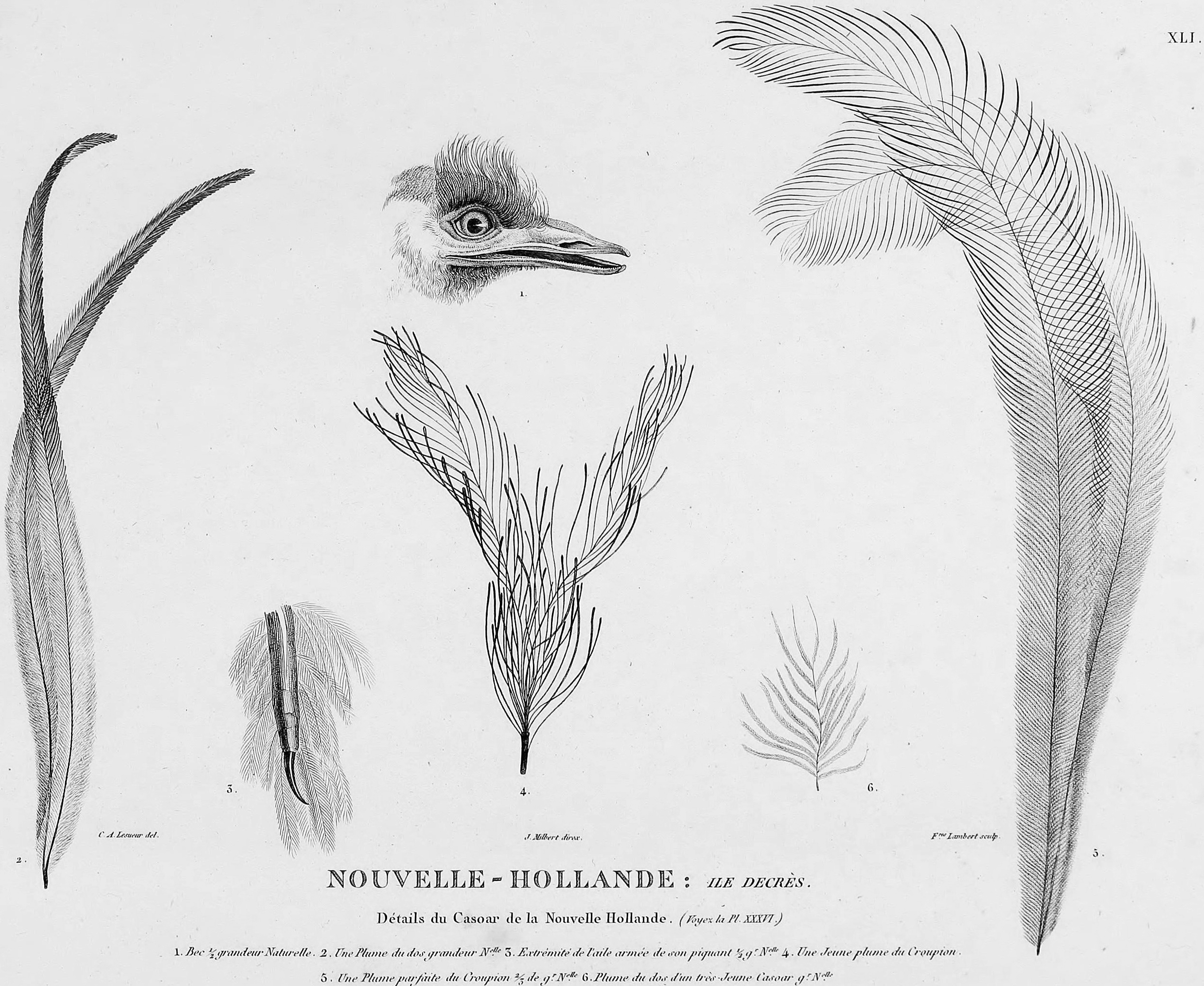
Desenho de Charles Alexandre Lesueur da cabeça, asa e penas de um possível emu da ilha King (1807).

Havia uma grande confusão a respeito do status taxonômico e da origem geográfica dos pequenos emus das ilhas King e dos Cangurus. Isso porque exemplares de ambas as populações foram levados à França em navios da Expedição Baudin, uma expedição científica patrocinada pela Marinha Francesa que visitou a Austrália em 1802, e os diários de bordo da frota não indicavam claramente onde e quando os emus foram recolhidos. O resultado foi uma profusão de nomes científicos cunhados para qualquer uma das aves, muitas vezes por razões questionáveis, e a ideia de que todos eles eram originários da ilha dos Cangurus. Além disso, em 1914, o autor L. Brasil argumentou que a expedição não encontrou emus na ilha King, porque o tempo estava ruim demais para que eles deixassem o acampamento. Os franceses chamavam na época tanto os emus quanto os casuares de "casoars", o que levou a uma confusão ainda maior.
O naturalista francês Louis Jean Pierre Vieillot cunhou o nome binomial Dromaius ater em 1817. Vários colecionadores encontraram restos subfósseis de emu na ilha King no início do século XX; o primeiro foi o ornitólogo amador australiano Archibald James Campbell em 1903, perto de uma lagoa na costa leste. Em 1906, o ornitólogo australiano Walter Baldwin Spencer descreveu o Dromaius minor com base em alguns ossos e cascas de ovos subfósseis do Pleistoceno encontrados na ilha King naquele mesmo ano, acreditando que tal material era a primeira evidência física de um emu nativo de lá. Outro australiano, William Vincent Legge, também cunhou um nome para esses resquícios, Dromaius bassi, mas em uma data posterior. Em seu livro Extinct Birds (1907), o zoólogo britânico Walter Rothschild afirmou que a descrição de Vieillot na verdade se refere ao emu do continente, e que o nome D. ater era, portanto, inválido. Acreditando que a pele no Museu Nacional de História Natural de Paris era da ilha dos Cangurus, fez deste o espécime-tipo da sua nova espécie Dromaius peroni, em homenagem ao naturalista francês François Péron, que é a principal fonte de informações sobre a ave em vida.

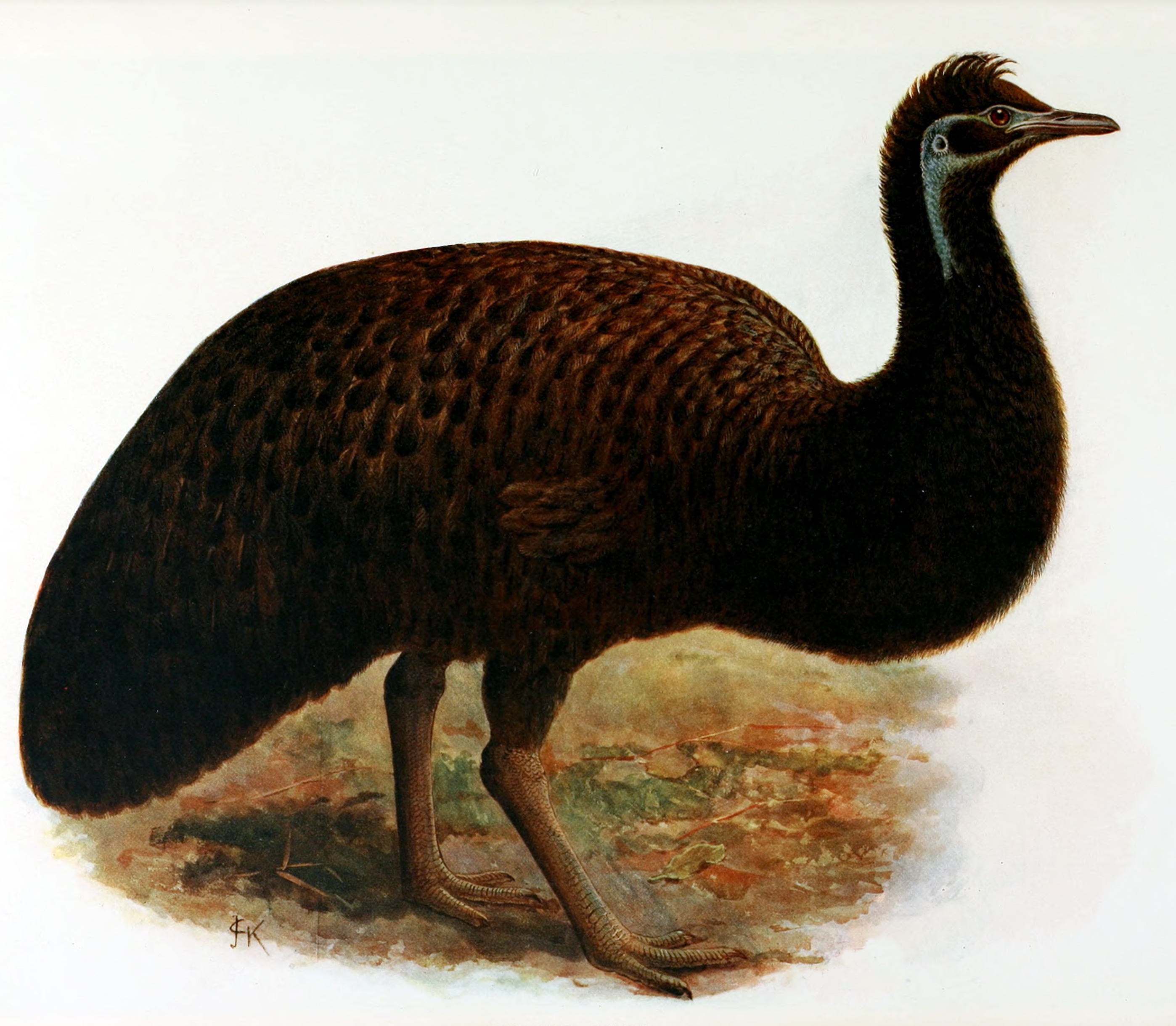
Ilustração de John Gerrard Keulemans baseada na pele de Paris (1907).

O ornitólogo amador australiano Gregory Mathews cunhou novos nomes no início da década de 1910, incluindo um novo nome de gênero, Peronista, pois acreditava que as aves das ilhas King e dos Cangurus eram genericamente distintas do emu do continente. Mais tarde, autores afirmaram que os restos subfósseis encontrados nessas duas ilhas não eram visivelmente diferentes, e que, portanto, pertenciam ao mesmo táxon. Em 1959, o ornitólogo francês Christian Jouanin propôs que nenhuma das peles era realmente da ilha dos Cangurus, depois de inspecionar documentos da expedição e do museu. Em 1990, Jouanin e Jean-Christophe Balouet usaram evidências ambientais forenses para demonstrar que o emu empalhado de Paris veio de ilha King, e que pelo menos uma ave viva tinha sido trazido de cada ilha. Todos os nomes científicos dados ao emu da ilha dos Cangurus foram, portanto, baseados em espécimes da ilha King ou eram de outra maneira inválidos, deixando-o sem nome. Achados mais recentes de material subfóssil e estudos posteriores sobre os emus das ilha King e dos Cangurus, nomeadamente os que foram feitos por Shane A. Parker, em 1984, confirmaram sua origem geográfica separada e morfologia distinta. Parker batizou o emu da ilha dos Cangurus de Dromaius baudinianus, em homenagem a Nicolas Baudin, o líder da expedição francesa. E o nome Dromaius ater foi mantido para a ave da ilha King.
Há poucas diferenças morfológicas que distinguem os emus insulares extintos do emu do continente para além do seu tamanho, mas ao longo da história todos os três táxons foram quase sempre considerados espécies distintas. Um estudo genético de 2011, que analisou o DNA nuclear e mitocondrial extraído de cinco ossos subfósseis da espécie da ilha King, mostrou que sua variação genética está dentro dos limites da espécie do emu continental ainda existente. Concluiu-se diante desses achados que a ave da ilha King é co-específica do emu do continente, sendo portanto reclassificada como uma subespécie do Dromaius novaehollandiae, o Dromaius novaehollandiae ater. Outros animais presentes na ilha King também são considerados subespécies de seus "primos" do continente ou da Tasmânia, em vez de espécies distintas. Os autores sugeriram que novos estudos utilizando métodos diferentes podem ser capazes de encontrar características que distinguem os taxa. A edição de 2013 da obra Howard and Moore Complete Checklist of the Birds of the World, uma lista de todas as aves do mundo, traz o trinômio do emu da ilha King como sendo D. n. minor, baseado no D. minor de Spencer, pelo fato do D. ater de Vieillot ter sido originalmente concebido para o emu do continente. Esse raciocínio foi aceito pela IOC World Bird List, que desde então usa o nome D. n. minor.
Em 2014 e 2015, o paleontólogo inglês Julian Hume e seus colegas conduziram uma busca por fósseis de emu na ilha King; nenhuma pesquisa paleontológica importante havia sido feita desde o início do século XX, além dos achados de um naturalista local (incluindo uma única casca de ovo) nos trinta anos anteriores. Em 2014, Hume e colaboradores encontraram subfósseis de emu no cabo Wickham, mas ao retornar ao local em 2015, a área havia sido transformada em um campo de golfe e os pesquisadores tiveram acesso negado. Eles alertaram em 2018 que outros locais fossilíferos na ilha King estavam sob essa ameaça e destacaram a necessidade de protegê-los. Os pesquisadores também identificaram uma área perto de Surprise Bay, onde subfósseis foram coletados em 1906, mas acharam quase impossível encontrar mais, uma vez que a área estava coberta de grama nesse meio tempo (a grama já havia sido pisoteada pelo gado).

### Evolução

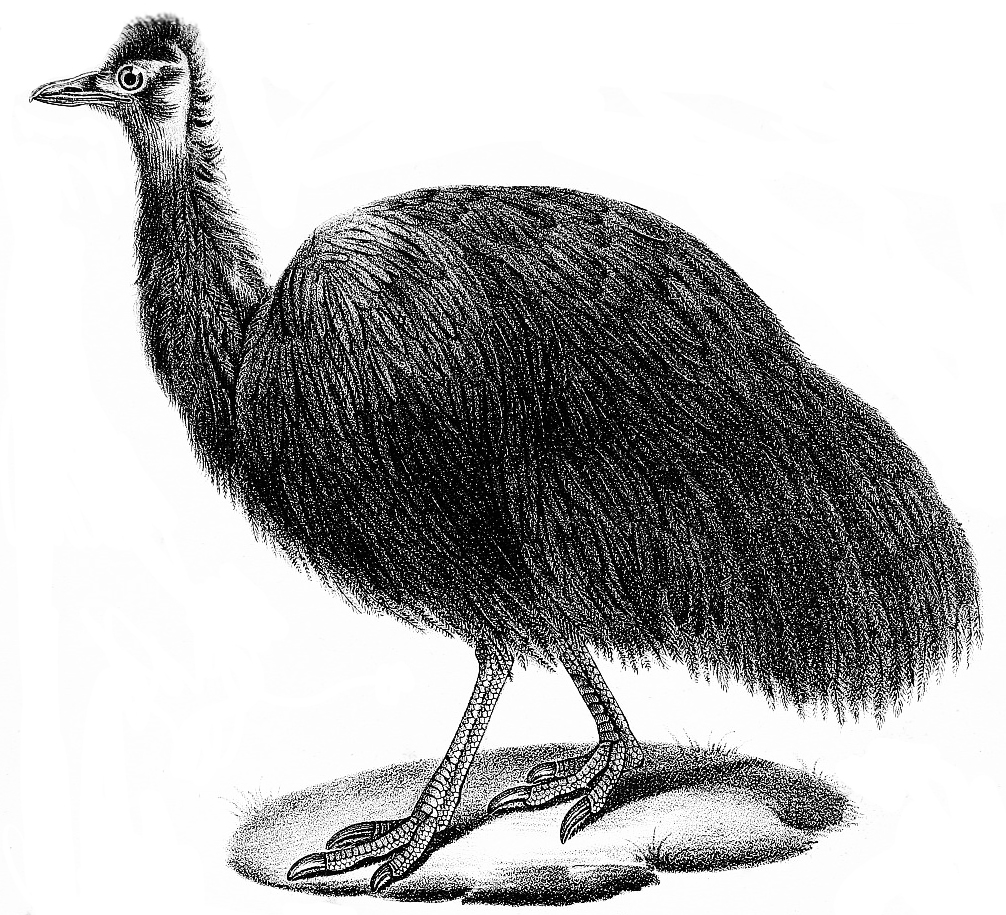
Ilustração da pele de Paris por Louis Jean Pierre Vieillot, 1834.

Durante o período Quaternário (700 mil de anos atrás), pequenos emus viveram em várias ilhas ao redor da Austrália. Além do emu da ilha King, havia os taxa encontrados na ilha dos Cangurus (D. n. baudinianus) e na Tasmânia (D. n. diemenensis), todos já extintos. O menor deles, o emu da ilha King, estava confinado a uma pequena ilha situada no estreito de Bass entre Tasmânia e Victoria, a cerca de cem km de ambas as costas. A ilha King já foi uma ponte de terra que ligava a Tasmânia e a Austrália continental, mas o aumento do nível do mar após o último máximo glacial eventualmente isolou a ilha. Como resultado, a plasticidade fenotípica da população de emus na ilha King, possivelmente, foi submetida a um processo de nanismo insular. As cascas de ovos do emu também foram identificadas na ilha Flinders (no extremo oposto, a leste, do estreito de Bass) em 2017, possivelmente representando um táxon distinto.
De acordo com os autores de um estudo genético publicado em 2011, a estreita relação entre os emus da ilha King e os da Austrália indica que a antiga população foi isolada a partir desta última há relativamente pouco tempo, devido a mudanças no nível do mar no estreito de Bass, ao contrário de uma linhagem fundadora que divergiu do continente muito mais cedo e tinha posteriormente sido extinto no continente. Modelos de mudança do nível do mar indicam que a Tasmânia, incluindo a ilha King, foi isolada do continente australiano cerca de 14 mil anos atrás. Até vários milhares de anos mais tarde, a ilha King foi então separada da Tasmânia. Este cenário sugere que a população ancestral dos emus da ilha King e da Tasmânia foi inicialmente isolada do táxon do continente, a partir daí os da ilha King e da Tasmânia se separaram. Isto, por sua vez indica que o emu tasmaniano (também extinto) é provavelmente tão intimamente relacionado com o emu do continente como é o emu da ilha King, sendo que os dois insulares são mais próximos entre si. Taxa fósseis de emu mostram um tamanho intermediário entre o emu da ilha King e o continental. Assim, este último pode ser considerado como uma forma grande ou agigantada.

## Descrição

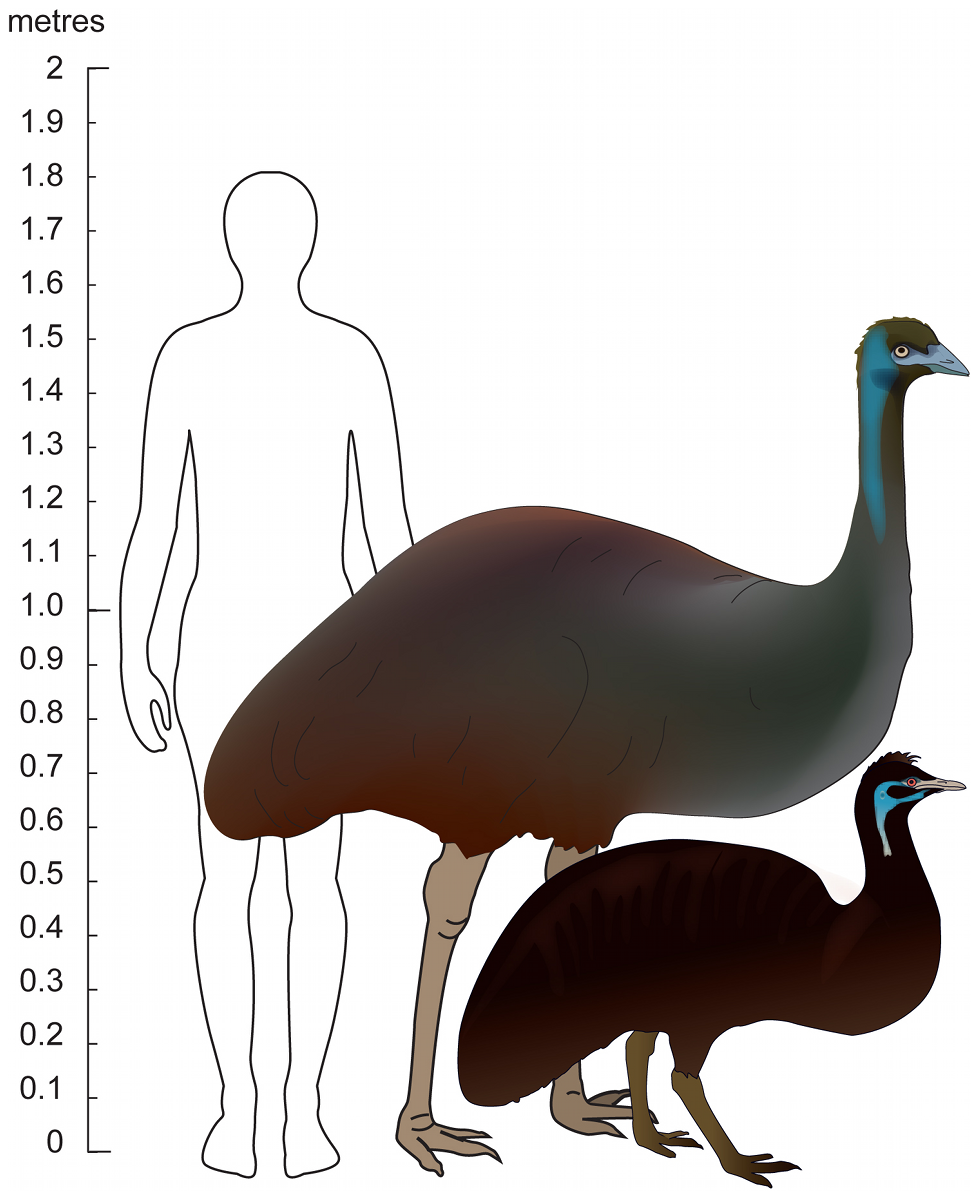
Comparação entre o tamanho de um humano, do emu continental e do emu da ilha King.

Dromaius novaehollandiae minor foi o menor táxon de emu, com aproximadamente metade do tamanho da ave do continente. Tinha cerca de 87 cm de altura. De acordo com um caçador de focas local entrevistado por François Péron, os maiores exemplares mediam até 137 cm de comprimento, e o mais pesado de 20 a 23 kg. Ele tinha uma plumagem mais escura, com extensas penas pretas na cabeça e pescoço, e penas enegrecidas no corpo, onde também era misturado com marrom. Bico e pés eram enegrecidos, e a pele nua das laterais do pescoço era azul. O estudo genético de 2011 não encontrou genes comumente associados com melanismo em aves, mas propôs que a coloração escura pode ser devido a fatores genéticos e não genéticos. Péron afirmou que havia pouca diferença entre os sexos, mas que o macho era talvez mais brilhante na coloração e ligeiramente maior. Os jovens eram cinzas, enquanto os filhotes tinham a plumagem listrada como as de outros emus. Não havia variações sazonais na plumagem. Uma vez que as fêmeas dos emus continentais são em média maiores que os machos, e podem ficar mais brilhantes durante a época de acasalamento, ao contrário da norma em outras espécies de aves, algumas destas descrições podem ter sido baseadas em relatos imprecisos de leigos.
Restos subfósseis do emu da ilha King mostram que a tíbia media cerca de 33 cm de comprimento, e o fêmur 18 cm. A bacia tinha 28 cm de comprimento, 6,4 cm de largura na parte frontal, e 8,6 cm de largura na parte de trás. O tarsometatarso media cerca de 23,2 cm de comprimento. Nos machos, o tibiotarso tinha 26,1 cm, enquanto que a média nas fêmeas era 30,1 cm. Em contraste, os mesmos ossos medem 26,9 cm e 30,5 cm na subespécie de emu da ilha dos Cangurus. Além de ser menor, o emu da ilha King diferia osteologicamente do emu da ilha dos Cangurus pelo fato do forame intertroclear do tarsometatarso geralmente ser total ou parcialmente abreviado. A tróclea exterior era mais encurvada em direção à tróclea média na ave da ilha dos Cangurus, enquanto estavam em paralelo no emu da ilha King.

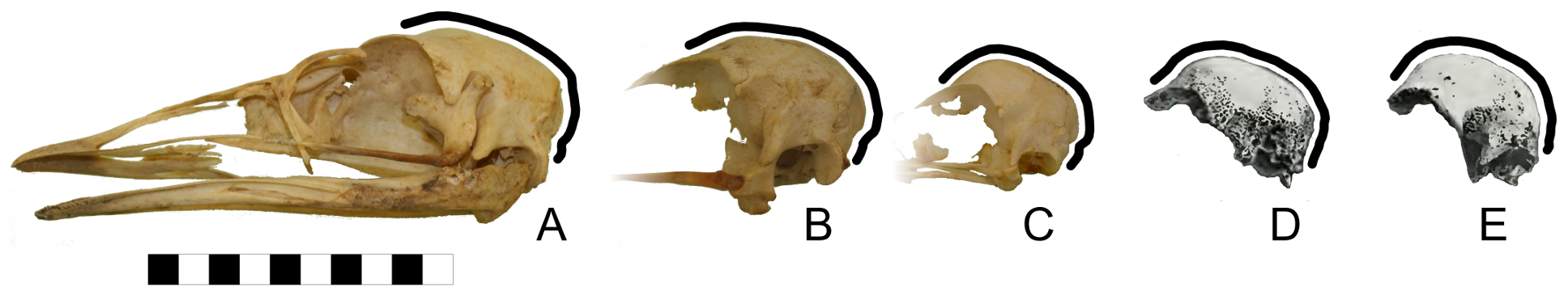
Comparação do contorno craniano dos emus do continente (A, B, C) e da ilha King (D, E).

O emu da ilha King e o emu do continente mostram poucas diferenças morfológicas além da significativa diferença de tamanho. Mathews afirmou que as pernas e o bico eram mais curtos que os do emu do continente, mas os dedos tinham quase o mesmo comprimento e, portanto, eram proporcionalmente mais longos. O tarso do emu da ilha King também era três vezes maior que o cúlmen, já no emu continental era quatro vezes maior. Traços adicionais que supostamente distinguem essa ave do emu do continente foram sugeridos anteriormente como o forame distal do tarsometatarso e o contorno do crânio. No entanto, o forame distal é conhecido por ser variável no emu do continente, mostrando uma diversidade particular entre as formas juvenil e adulta e, portanto, é taxonomicamente insignificante. O mesmo é válido para o contorno do crânio, que é mais em forma de cúpula no emu da ilha King, uma característica também vista em emus continentais jovens.

## Comportamento e ecologia

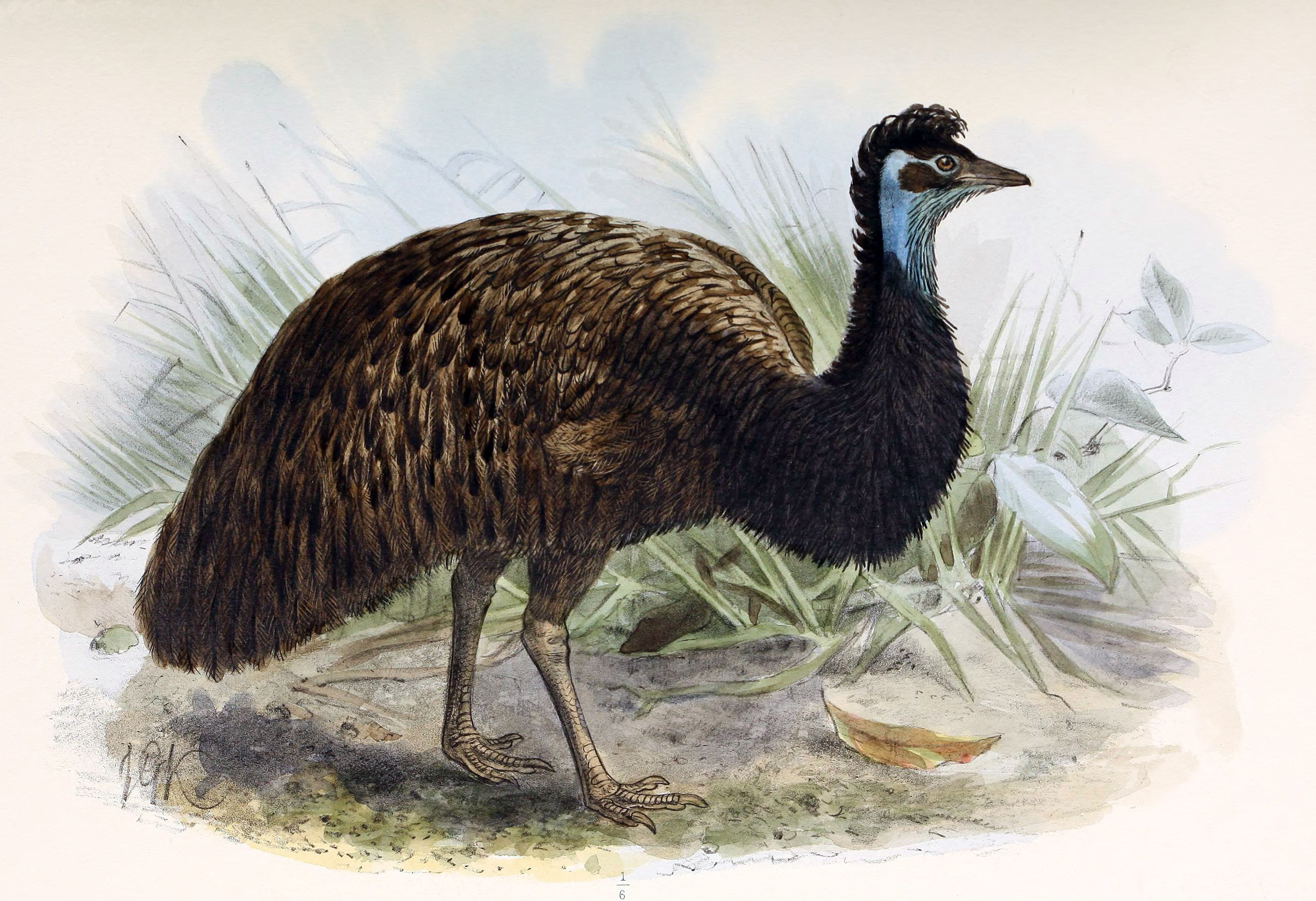
Ilustração de Keulemans baseada na pele de Paris, 1893.

A entrevista de Péron descreve alguns aspectos do comportamento do emu da ilha King. Ele escreveu que a ave era geralmente solitária, mas reunia-se em bandos de dez a vinte na época da procriação e depois se afastava aos pares. Comiam frutas, grama e algas marinhas; forrageavam principalmente durante a manhã e ao anoitecer. Eles corriam rápido, mas aparentemente eram mais lentos que os emus do continente por serem mais gordos. Nadavam bem, mas só o faziam quando necessário. Há relatos que gostavam de sombras perto de lagoas e à beira-mar, em vez de áreas abertas. Eles usavam uma garra em cada asa para se coçar. Se incapazes de fugir dos cães dos caçadores de focas, eles se defendiam através de chutes, o que poderia machucar bastante os animais.

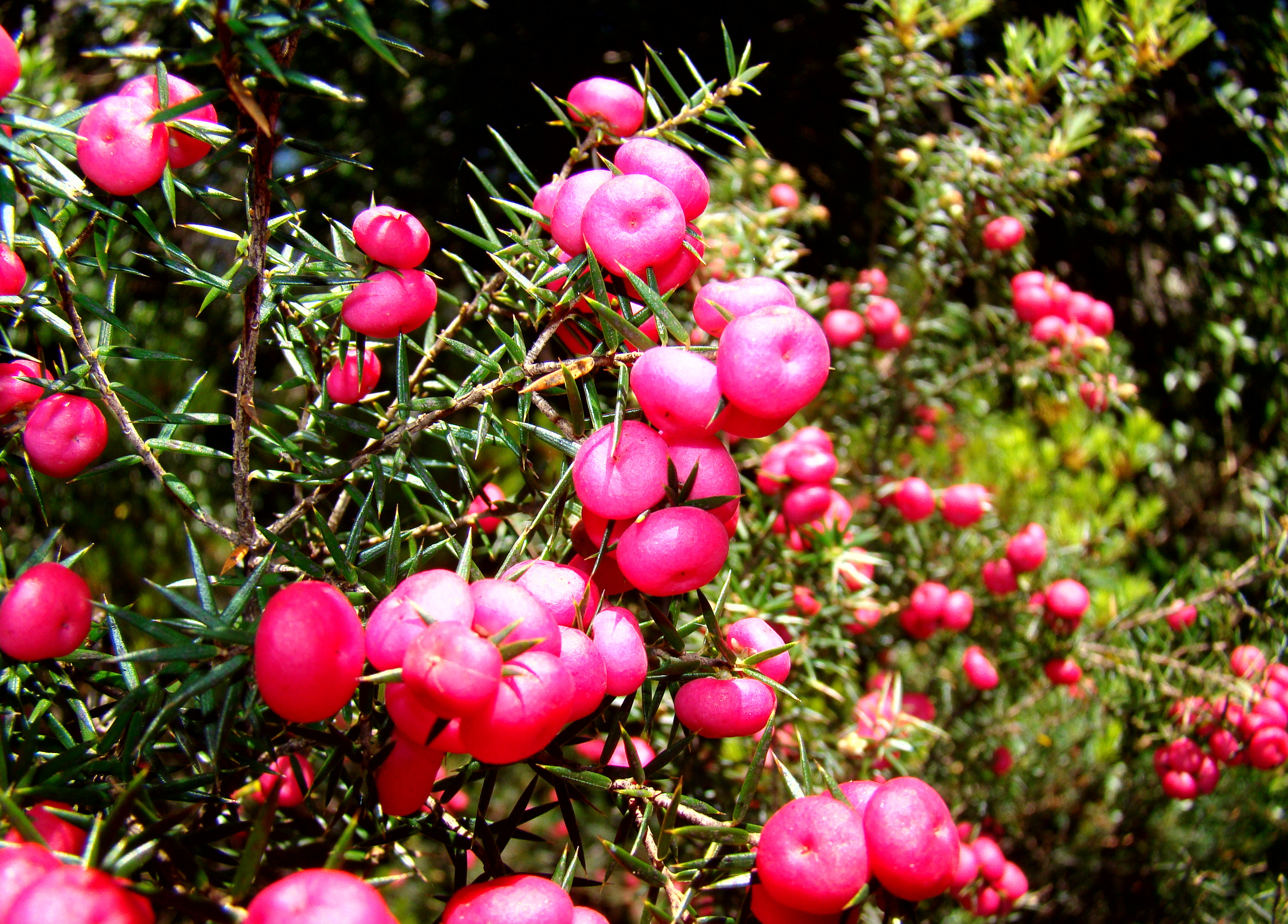
Frutos de Leptecophylla juniperina, parte da dieta do emu.

O capitão Matthew Flinders não encontrou emus quando visitou a ilha King em 1802, mas seu naturalista, Robert Brown, examinou excrementos e notou que haviam se alimentado principalmente com as bagas de Leptecophylla juniperina. Um relato do ornitólogo inglês John Latham sobre o "casuar da Terra de Van Diemen" também pode se referir ao emu da ilha King com base no tamanho pequeno descrito. Além de fazer uma descrição física da subespécie, ele afirmou que o emu se reunia em grupos de 70 a 80 indivíduos num determinado local enquanto forrageavam, comportamento que era explorado por caçadores. Hume e colegas observaram que a maioria dos subfósseis de emu da ilha King foi encontrada na costa oeste (a mais seca) da ilha e, embora provavelmente devido ao viés de preservação, eles sugeriram que o emu fosse restrito a áreas costeiras e mais abertas do interior, não ocorrendo nas densas florestas interiores. Um relatório de 1802 do agrimensor inglês Charles Grimes também apoiou essa hipótese, afirmando que "havia muito na costa — mas não no interior". As altas e densas florestas de eucalipto da ilha foram destruídas.
Péron afirmou que o ninho geralmente era feito perto da água e no solo, sob a sombra de um arbusto. Era feito de varas e forrado com folhas mortas e musgo; tinha formato oval e não era muito profundo. Ele afirmou que sete a nove ovos eram colocados sempre em 25 e 26 de julho, mas a vantagem seletiva desta reprodução sincronizada é desconhecida. A fêmea chocava os ovos, mas o macho aparentemente desenvolvia uma placa de incubação, o que indica que também contribuía nesta tarefa. A ave que não estava incubando também ficava por perto, e os filhotes deixavam o ninho de dois a três dias após a eclosão. Os ovos eram predados por cobras, ratos e marsupiais carnívoros do gênero Dasyurus. Péron estimou o período de incubação de cinco ou seis semanas, mas uma vez que o emu continental incuba por 50 a 56 dias, esse período pode ser muito curto. Ele afirmou que uma mãe emu defendia seus filhotes dos corvos usando seu bico, mas sabe-se agora que esse comportamento é estritamente do macho.

## Relação com humanos

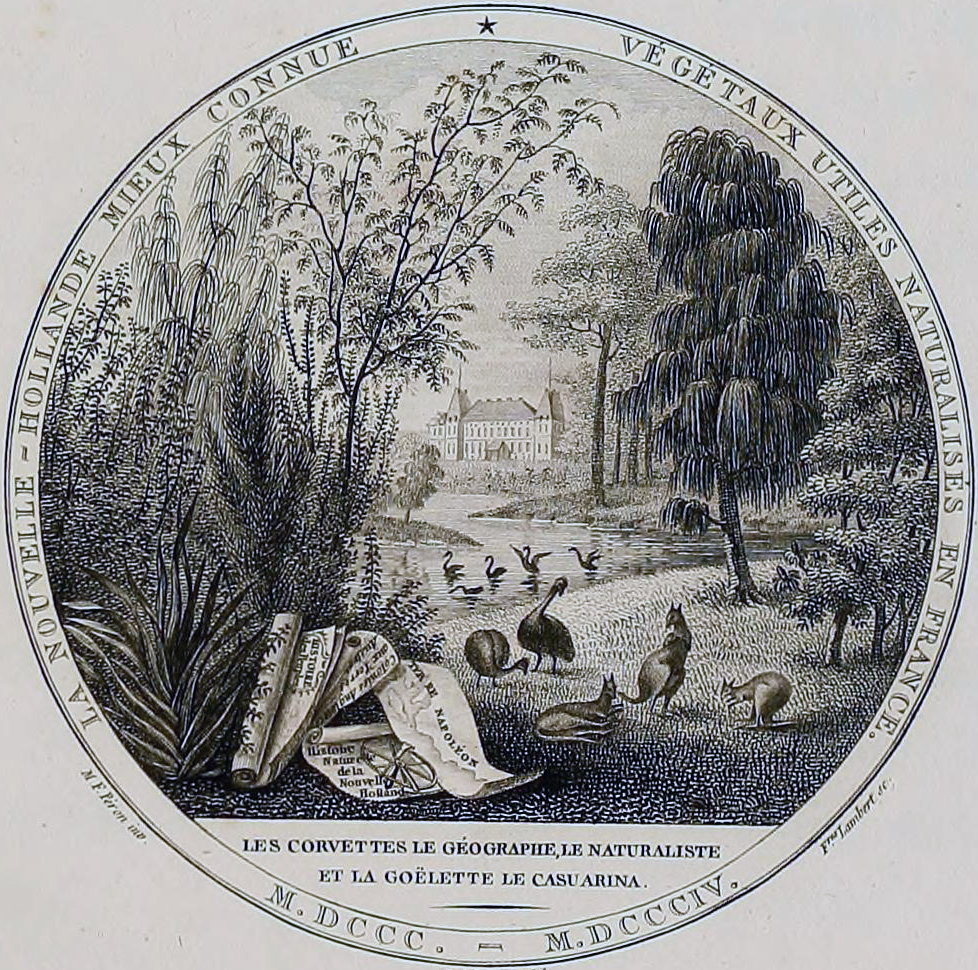
Dois pequenos emus e outros animais do lado de fora do Château de Malmaison.

O emus da ilha King foram registrados pelos europeus quando parte da tripulação do navio Lady Nelson, liderada pelo explorador escocês John Murray, visitou a ilha em janeiro de 1802. A ave foi esporadicamente mencionada por viajantes posteriores, mas não em detalhe. O capitão Nicolas Baudin esteve na ilha King mais tarde, em 1802, durante uma expedição francesa de 1800 a 1804 para mapear a costa da Austrália. Dois navios, Le Naturaliste e Le Géographe, faziam parte da expedição, que também trouxe naturalistas que descreveram a vida selvagem local. François Péron, um naturalista que fazia parte da expedição de Baudin, visitou a ilha King e foi a última pessoa a fazer descrições do Dromaius novaehollandiae minor na natureza. Em um momento, Péron e alguns de seus companheiros ficaram retidos devido a tempestades e refugaram-se com alguns caçadores de focas. Eles foram servidos de carne de emu, a qual Péron descreveu em termos favoráveis como tendo um gosto no meio do caminho "entre a do peru e a de um porco jovem".
Péron não relatou ter visto nenhum emu na ilha, o que poderia explicar por que os descreveu como sendo do tamanho das aves do continente. Em vez disso, a maior parte do que se sabe hoje sobre o emu da ilha King deriva de um questionário de 33 pontos que ele usou para entrevistar um caçador de focas inglês, Daniel Cooper. Atendendo o pedido das autoridades para a expedição trazer de volta plantas e animais úteis, Péron perguntou se o emu poderia ser criado e engordado em cativeiro, e recebeu uma variedade de receitas culinárias. O questionário de Péron permaneceu inédito até 1899, e, portanto, muito pouco se sabia sobre a ave em vida até então.

### Espécimes transportados

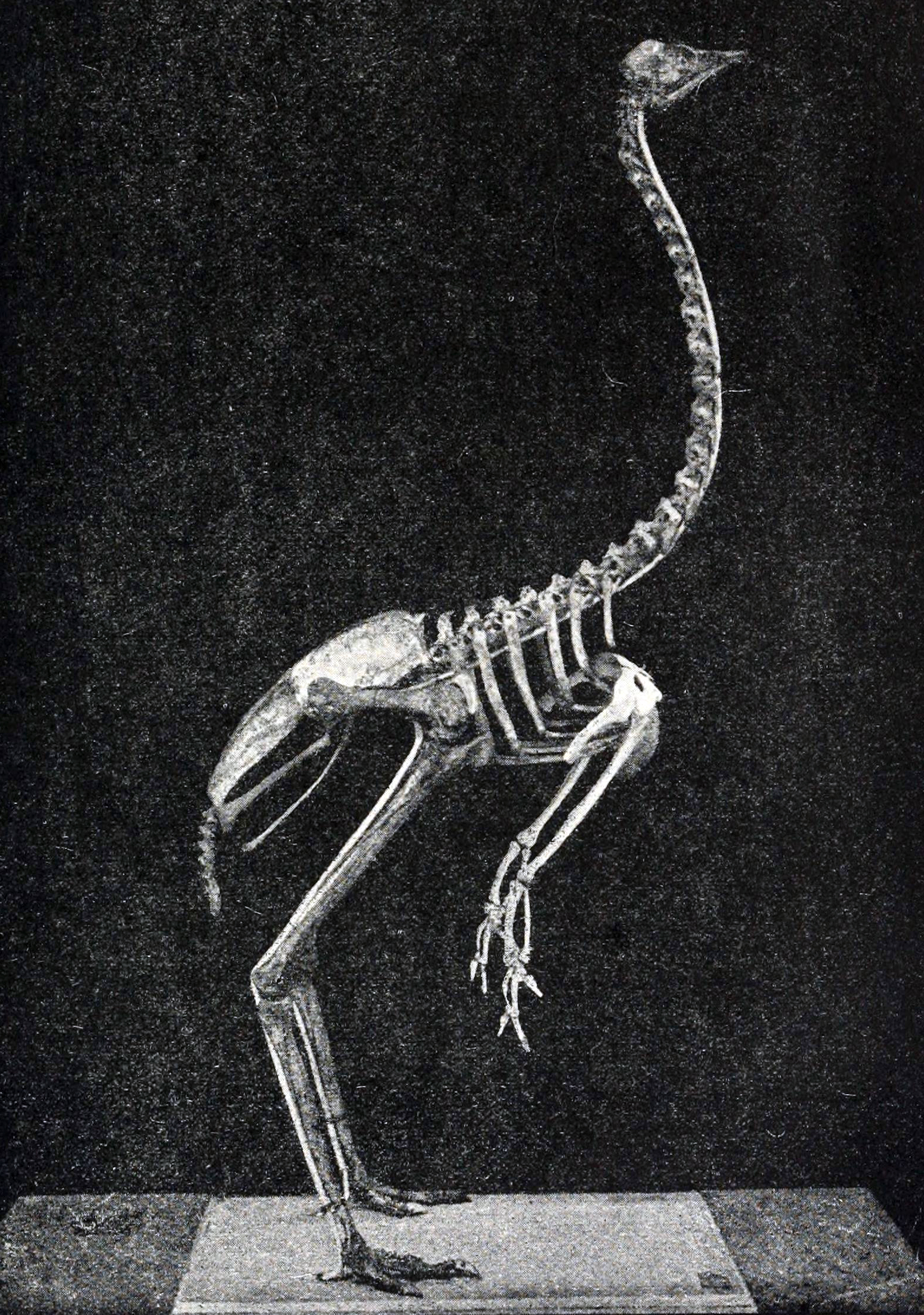
Esqueleto no Museu de História Natural de Florença com ossos reconstruídos.

Vários espécimes de emu de diferentes subespécies foram enviados para a França, vivos e mortos, como parte da expedição. Alguns destes existem até hoje em museus europeus. Le Naturaliste trouxe um espécime vivo e uma pele do emu continental para a França em junho de 1803. Le Géographe coletou emus tanto na ilha King como na ilha dos Cangurus, e pelo menos dois indivíduos vivos da ilha King, apontados como sendo um macho e fêmea por algumas fontes, foram levados para a França em março de 1804. Este navio também transportou peles de cinco juvenis coletados em diferentes ilhas. Duas dessas peles, cuja proveniência é desconhecida, estão atualmente guardadas em Paris e Turim; as outras foram perdidas. Além de ratos, baratas e outros inconvenientes a bordo dos navios, os emus eram incomodados pelo mau tempo que fazia os navios balançarem violentamente; alguns pereceram por causa disso, enquanto outros tinham de ser alimentados à força para não morrer de fome. Ao todo, Le Géographe levou para a França 73 animais vivos de várias espécies.
Os dois indivíduos levados à França foram mantidos a princípio em cativeiro no zoológico da Imperatriz Josefina, e depois de um ano transferidos para o Jardim das Plantas de Paris. A "fêmea" morreu em abril de 1822, e sua pele está agora montada no Museu Nacional de História Natural da capital francesa. O "macho" morreu em maio de 1822, e é preservado como um esqueleto no mesmo museu. Uma pena da pele Paris foi doada ao Tasmanian Museum and Art Gallery, sendo esta a única pena confirmada desta subespécie que se encontra atualmente em território australiano. A pele de Paris contém vários ossos, mas não a pelve, estrutura óssea capaz de indicar o sexo, então a suposta identidade feminina não está confirmada. Péron observou que os pequenos emus levados para a França eram distintos dos emus do continente, mas não que eles eram distintos entre si, ou que vieram de uma ilha cada, por isso a sua proveniência permaneceu desconhecida por mais de um século depois.
Há também um esqueleto no Museu de História Natural de Florença, o qual foi obtido a partir de França em 1833, mas foi erroneamente etiquetado como um casuar até ser corretamente identificado, pelo zoólogo italiano Enrico Hillyer Giglioli, em 1900. Vários elementos deste esqueleto estão em falta, e alguns foram substituídos com exemplares de madeira. Seu metatarso direito foi danificado durante a vida e tinha curado de forma incorreta. Pensou-se que era um macho, mas hoje se sabe que é composto de dois indivíduos. Acreditava-se que havia um quarto espécime guardado no World Museum em Liverpool, mas pode ser simplesmente um emu do continente jovem. Para além dos espécimes de emu da ilha King King levados para a França, também há indícios de terem sido levados para a Austrália continental em 1803, mas seus destinos são desconhecidos.

### Representações contemporâneas

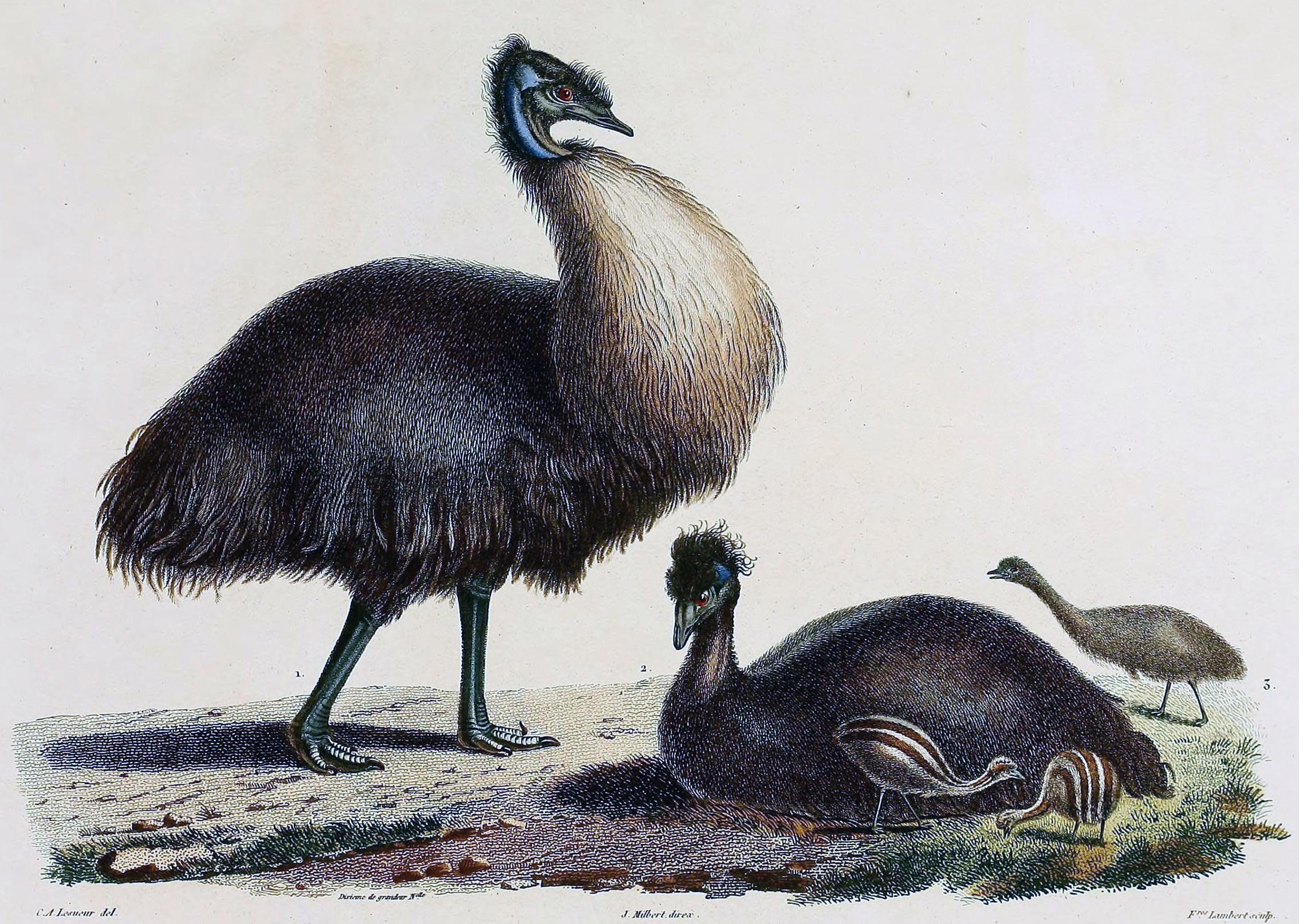
Ilustração de 1807 por Lesueur mostrando, talvez, a subespécie à direita.

O relato da expedição de Péron, publicado em três volumes em 1807 e intitulado Voyage de découverte aux terres Australes, contém uma ilustração (a de número 36) de "casoars" de Charles-Alexandre Lesueur, que era o artista residente durante a viagem de Baudin. A legenda indica que as aves mostradas são provenientes da "Ile Decrès", o nome em francês da ilha dos Cangurus, mas há confusão sobre o que realmente está retratado. As duas aves adultas são rotuladas como macho e fêmea da mesma espécie, rodeados por indivíduos jovens. O grupo familiar mostrado é improvável, uma vez que os casais de emu do continente se separam quando o macho começa a incubar os ovos. Os esboços de Lesueur também indicam que eles podem ter sido desenhados com base em aves em cativeiro no Jardim das Plantas, e não as selvagens, mais difíceis de observar por longos períodos.
A curadora de museus australiana Stephanie Pfennigwerth propôs que o "macho", maior e com um colarinho bufante de cor clara, foi desenhado na verdade tendo como modelo um emu cativo na ilha dos Cangurus. Ela sugere ainda que a "fêmea", menor e de plumagem mais escura, é um emu da ilha King também cativo; que aquele cenário é fictício, e que é impossível determinar o sexo das aves. Em vez disso, eles podem ser considerados machos e fêmeas da mesma espécie devido à sua diferença de tamanho. Uma garra torta no "macho" também foi interpretada como evidência de que havia vivido em cativeiro, e também pode indicar que o espécime representado é idêntico ao esqueleto de emu da ilha dos Cangurus em Paris, que tem um dedo deformado. O juvenil à direita pode ter sido baseado na pele de Paris de um espécime de emu de aproximadamente cinco meses de idade (da ilha King ou dos Cangurus), que por sua vez pode ser o indivíduo que morreu a bordo do Geographe durante condições climáticas adversas, e foi presumivelmente empalhado lá pelo próprio Lesueur. Em vez disso, os filhotes podem simplesmente ter sido baseados nas crias do emu do continente, já que nenhum deles foi coletado.

## Extinção

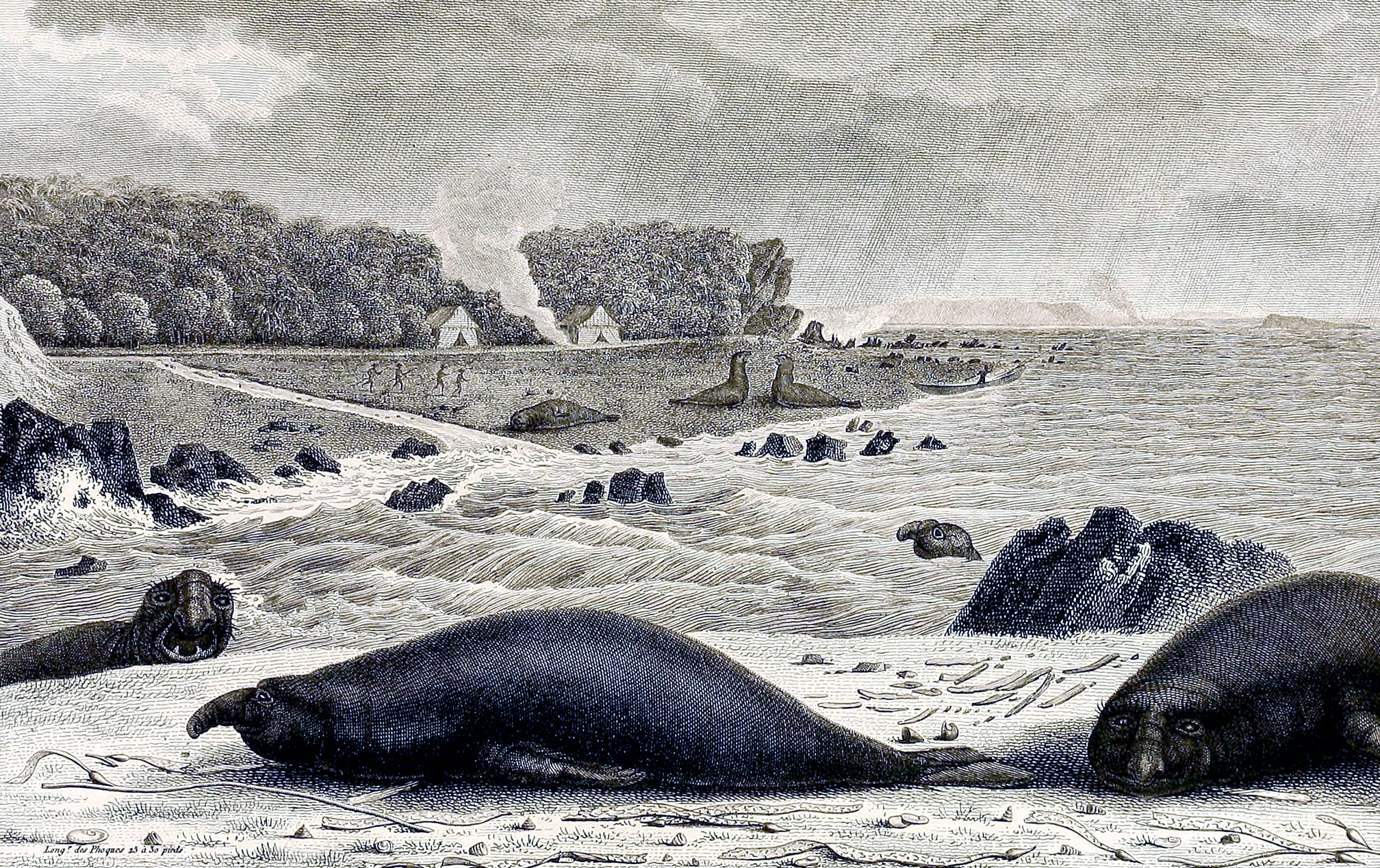
Ilustração de 1807 por Lesueur retratando elefantes-marinhos e caçadores (centro-esquerda) na ilha King.

A causa exata da extinção do Dromaius novaehollandiae minor é desconhecida. Logo após a ave ter sido descoberta, marinheiros se estabeleceram na ilha por causa da abundância de elefantes-marinhos. A entrevista de Péron com Daniel Cooper sugeriu que eles provavelmente contribuíram para o desaparecimento da ave através da caça, e talvez colocando fogo na vegetação. Péron descreveu a forma com que os cães eram treinados para caçar os emus; o próprio Cooper alegou ter matado não menos que 300 emus. Cooper esteve na ilha durante seis meses, o que dá uma média de 50 aves abatidas por mês. Seu grupo de marinheiros consistia de onze homens, além da sua mulher, e somente eles podem ter matado 3 600 emus até a chegada de Péron.
Péron explicou que os marinheiros consumiam uma quantidade enorme de carne, e que seus cães matavam vários animais todos os dias. Ele também observou esses cães de caça sendo soltos na ilha dos Cangurus, e pensou que eles poderiam acabar com toda a população de cangurus lá em alguns anos, mas não expressou o mesmo sentimento sobre o emu da ilha King. Com base na possivelmente restrita área de ocorrência do emu às regiões costeiras, Hume e colegas sugeriram que isso poderia explicar seu rápido desaparecimento, pois essas áreas eram facilmente acessíveis aos caçadores de focas. Incêndios naturais podem também ter contribuído com a extinção. É provável que as duas aves em cativeiro na França, que morreram em 1822, viveram mais que os emus selvagens na ilha King, e foram, portanto, os últimos de sua subespécie. Apesar de Péron afirmar que a ilha King estava repleta de emus em 1802, eles podem ter se tornado extintos na natureza já em 1805. Eles certamente já estavam extintos em 1836, quando alguns colonos ingleses chegaram à ilha. Os elefantes-marinhos desapareceram da ilha por volta de 1819 devido à caça excessiva.
Em 1967, quando o emu da ilha King ainda era conhecido apenas por restos pré-históricos, o ornitólogo americano James Greenway questionou se eles poderiam ter sido exterminados por alguns nativos e especulou que incêndios, iniciados por homens pré-históricos ou por raios, poderiam ter sido os responsáveis. Nesse momento, o emu do continente também estava ameaçado pela caça excessiva, e Greenway alertou que poderia acabar compartilhando o destino de seus primos da ilha se nenhuma medida fosse tomada a tempo.